# Hacquetia epipactis
Espèce
Hacquetia epipactis (synonyme : Dondia epipactis) est une espèce de plantes à fleurs de la famille des Ombellifères. C'est une plante herbacée originaire d'Europe.
Selon Plants of the World Online, c'est un synonyme de Sanicula epipactis.

## Description
C'est une plante vivace rhizomateuse formant une touffe.

## Répartition et habitat
Elle pousse à l'état sauvage dans les zones boisées d'Europe. Elle aime donc les situations fraîches et ombragées.

## Culture
Il est possible d'en planter dans un jardin, soit en recréant son milieu de prédilection, soit en la plaçant en rocaille ou dans un massif tourbeux.
Cette plante préfère donc un sol humide et frais, mais plutôt bien drainé, de préférence acide. 
Elle est appréciée pour ses fleurs jaunes précoces qui durent longtemps, entourées de bractées vertes. 
La multiplication est possible par division de touffe au printemps ou boutures de racines en hiver. 
Il faut faire attention aux gastéropodes qui mangent les jeunes feuilles au printemps.
Ses feuilles, de 4 à 7 cm de long, d'un vert émeraude brillant, ne se développent vraiment qu'après la floraison. Elles sont orbiculaires, divisées en trois lobes cunéiformes dentés. 
La floraison a lieu en février-mars d'ombelles compactes de 2 à 4 cm de diamètre, composées de minuscules fleurs jaunes, entourées de bractées vert vif.
Hauteur : 5 à 15 cm après la floraison.
Diamètre : 15 à 30 cm.